# Ketschendorf (Buttenheim)
Ketschendorf ist ein Dorf, das ein Gemeindeteil des Marktes Buttenheim im oberfränkischen Landkreis Bamberg ist.

## Geschichte
Erstmals wurde Ketschendorf im 12. Jahrhundert urkundlich erwähnt. Es liegt auf gleicher Höhe wie Seigendorf und Frankendorf. Die Grundherrschaft befand sich nicht immer in einer Hand. Neben hochfürstlich Bamberger und stiebarischen Lehen hatten insbesondere das Stift St. Stephan, das Bürgerspital und das Hl.-Grab-Kloster Lehensrechte inne.
Der Ort wurde am 1. Januar 1972 nach Buttenheim eingemeindet.

## Kapelle
Die Dorfkapelle wurde 1892/93 im neugotischen Stil errichtet und dem Heiligsten Herzen Jesu geweiht. Das Herz-Jesu-Fest, das alljährlich mit einer großen Prozession durch den Ort begangen wird, ist ein besonderer Höhepunkt im Jahreslauf.

## Vereine
- Freiwillige Feuerwehr Ketschendorf